# Шеломенцев-Терський Володимир Саватійович
Володимир Саватійович Шеломенцев-Терський (9 жовтня 1918, село Яновка (Іванівка) — 5 червня 1993, Винники) — археолог, доктор історичних наук, професор.

## Життєпис
Народився Володимир Саватійович Шеломенцев-Терський 9 жовтня 1918 року в селі Яновка (Іванівка) Крупецької волості Дубенського повіту Волинської губернії, в сім'ї медиків.
Батько — Савватій Львович Шеломенцев-Терський (1870—1925), фельдшер (військовий чиновник XII класу) 76-го передового кінного транспорту при Управі особливо уповноваженого Російського товариства Червоного хреста при штабі 11-ї армії Російської імперії (1914—1917).
Мати — Марія Спиридонівна Кучерова (1888—1921), фельдшериця-акушерка. Закінчила Волинську земську школу для фельдшерів і фельдшериць-акушерок у Житомирі у вересні 1910 року.
Брат — Олег Саватійович Шоломянцев-Терський (1917—1987), кандидат медичних наук, доцент.
Після смерті матері у 1921 році Володимира і Олега виховувала тітка — Анна Спиридонівна Кучерова (Кучер) (1880—1952), вчителька.
1929 року, після закінчення 4-го класу семирічної публічної коедукаційної загальної школи у Радивилові, Володимир вступив до 2-го класу Державної гімназії імені Юзефа Коженьовського у Бродах (1929—1936).
З жовтня 1939 до травня 1941 ― працював вчителем у неповно середній школі в селі Іваннє поблизу міста Дубно, заочно навчався у Львівському педінституті. Викладав німецьку мову в старших класах, одночасно, був класоводом молодших класів.
З травня 1944 до травня 1945 — солдат 61-ї армії 1-го Білоруського фронту. Пройшов Литву, Польщу, Східну Пруссію. Брав участь у визволенні міст і сіл Білорусії, Литви, Латвії, Польщі (у складі 1-го Прибалтійського і 2-го Прибалтійського фронтів та 1-го Білоруського фронту). Біля станції Вайнеде на кордоні Литви та Латвії був контужений.
Був учасником визволення Варшави та штурму Берліна.
У вересні 1946 року був демобілізований і отримав скерування до Риги.
14 жовтня 1946 року його призначили у Ризький порт завідувачем складу, проте вже через рік ― 1 жовтня 1947 року його посаду скоротили. Володимиру вдалося влаштуватися на посаду завгоспа-коменданта санаторію Всесоюзної центральної ради професійних спілок «Булдурі» на Ризькому узмор'ї.
25 березня 1952 року він звільнився зі своєї посади у санаторії і невдовзі змінив профіль роботи.
З 1952 до липня 1958 року Володимир працював у Саласпілській семирічній школі.
У 1956 році закінчив історичний факультет Латвійського університету.
У Латвії Володимир Саватійович прожив 12 років.
У 1959 році він переїхав в Україну.

## Наукова діяльність
1959 —1967 — молодший науковий співробітник, 1967 —1972 — старший науковий співробітник Львівського історичного музею.
1972 —1990  — науковий співробітник відділу археології Інституті суспільних наук АН УРСР.
Мрією кожного археолога є самостійні польові дослідження. Проте для цього спочатку потрібно здобути необхідний досвід. У зв'язку з цим Володимир брав активну участь у роботах низки археологічних експедицій. Так, влітку 1960 року — у Волинській археологічній експедиції музею під керівництвом В. П. Савича, який у той час активно досліджував палеолітичну стоянку в околицях села Липа. Тут він очолює розвідковий загін.
Одночасно протягом 1960―1962 років спільно з Г. М. Власовою розкопував літописний Звенигород.
1961 —1962 — брав участь у Судово-Вишнянській та Бурштинській археологічних експедиціях, організованих Інститутом суспільних наук АН УРСР.
1961 —1962 — начальник розвідкового загону на розкопках Щучинського городища (літописний Чучин) у в складі Канівської археологічної експедиції під керівництвом доктора історичних наук Василя Довженка.
Саме тут Володимир тісно потоваришував з низкою київських археологів.
Найтісніші стосунки у нього склалися з сином київського актора Олександра Юри-Юрського — Романом, племінником знаменитого Гната Юри, а також з його найближчим колегою — Михайлом Кучерою.
В цій же експедиції розпочинав свою польову кар'єру і пізніший багаторічний директор Інституту археології НАН України дійсний член НАН України Петро Толочко.
Під час цієї експедиції вперше визначилась сфера майбутніх зацікавлень вченого — княжа доба. Саме наслідки цієї експедиції дали матеріал для першої наукової статті.
Восени 1961 року поступив у заочну аспірантуру відділу археології Інституту суспільних наук АН УРСР.
Першою темою дисертації Володимира, запропонованої та затвердженої у відділі археології мала б стати робота із систематизації кераміки Заходу України X—XIII ст. Однак, коли Володимир власними зусиллями з'ясував, що у Ленінградському відділенні Інституту археології АН СРСР двоє досвідчених археологів вже тривалий час працюють над подібною темою (О. В. Овсянников та М. В. Малевская-Малевич), з великими труднощами в Інституті змінили тему на «Древнерусский Звенигород Галицкий».
Таким чином активна участь у розкопках експедиції Львівського історичного музею під керівництвом своєї колеги Галини Власової у літописному Звенигороді стала важливим етапом майбутньої наукової кар'єри.
Набутий протягом цих експедицій досвід заклав основу для проведення самостійних археологічних досліджень у літописному Звенигороді, які довелося розпочати відразу після повернення з Канівської експедиції внаслідок раптової смерті Галини Власової.
Зокрема, звіт про роботи археологічної експедиції музею у Звенигороді за 1962 рік був написаний самостійно Володимиром. Одночасно з обов'язком продовжувати роботи музею у цьому літописному місті, до Володимира перейшла і тема майбутньої кандидатської дисертації.
На той час попри певні успіхи в польовому вивченні міста, виникало ряд проблем із ототожненням його серцевини — дитинця. Вважали, що культурні напластування дитинця були знищені під час будівництва замку на початку XVIII ст. Відтак, припускали, що для насипання його бастіонів знімалися культурні напластування із сусідніх ділянок міста.
Самостійні розкопки
Звенигород ― 1963—1969 роки.
Вже перший польовий сезон самостійних археологічних досліджень у Звенигороді влітку 1963 року дав несподівані результати. У центральній частині Окольного города вдалося зафіксувати сліди монументальної споруди храму. Основні дослідження Володимир проводив на території західної частини городища, на західному пригороді в урочищі Загородище, де вивчено стратиграфію оборонного валу Окольного міста, продатованого XI ст., та відкрито три напівземлянкові споруди, пов'язані із залізоробним ремеслом.
В результаті розкопок суцільною площею (кожного польового сезону до попереднього розкопу прирізалася нова площа) на території західної частини городища виявлено значну кількість речового матеріалу та відкрито цікавий комплекс із решток 44 глиняних печей, розташованих вздовж краю підвищення по осі північ—південь. Автором розкопок об'єкти датовано IX―X ст. та інтерпретовано як комплекс печей, що обслуговували потреби князівської дружини.
У монографічному дослідженні було достатньо повно проаналізовано літописні згадки про Звенигород, наявна на той час історіографія, історична топографія, господарське, культурне та суспільне життя княжої столиці Опілля.
Спільно з О. О. Ратичем провадив розкопки у Звенигороді у 1965, 1970―1973 роках.
Пересопниця — 1974—1992 роки.
Досліджено дитинець (розкопано понад 2000 кв. м. площі), головні посади літописного міста: Пастівник, Замостя, Жуківське та Білівське городища. Серед кількох десятків досліджених будівель княжої доби унікальними для Волині є рештки восьмикутного дерев'яного храму на дитинці Пересопниці, згорілого близько рубежу XIII―XIV ст.
Згодом, окрім багаторічних розкопок Звенигорода і Пересопниці, у відповідності з концепцією вивчення старожитностей Галицько-Волинської держави, археолог провів низку менших за об'ємом досліджень у літописних містах Волині: Володимирі, Луцьку, Перемилі, Шумську, Бродах, а також на середньовічних городищах в Глинську (Щекотин), Борисковичах, Дюксині, Теслугові, Попівцях. Всього ним проводились стаціонарні археологічні дослідження у 45-ти пунктах Галичини і Волині. Одночасно з роботами у Пересопниці продовжувалось вивчення округи міста, де в Дюксині на річці Горинь було досліджене найпівнічніше з відомих на той час городищ трипільської культури.
Перемиль — 1985—1986 роки.
Досліджено та продатовано вал дитинця, житло-майстерню (розкопано понад 100 кв. м. площі). Проведено розкопки на посаді Задуб'я. де відкрито сліди дерев'яного храму та декількох поховань XII—XIII ст.
Володимир-Волинський ― 1986―1987 роки
Було зафіксовано існування на той час добре збережених середньовічних дерев'яних будівельних конструкцій у заплаві на території сучасного Слов'янського парку.
Багатий матеріал, зібраний під час цих робіт, використаний у розділах про археологічні пам'ятки княжої доби Рівненської, Волинської та Львівської областей, що були написані до 3-х томного видання «Археологічні пам'ятки Прикарпаття і Волині» (К., 1981—1982). Протягом 1984—1988 років наполегливо працював над Зводом пам'яток історії та культури у Львівській, Волинській та Тернопільській областях.
Проводив обстеження та написав сто статей на пам'ятки археології Жовківського району Львівщини, Володимир-Волинського і Горохівського Волині та Шумського Тернопільщини.
В останні роки життя Володимир також не припиняв зусиль для видання своєї монографії «Літописний Звенигород Галицький», в якій було підсумовано його багаторічні дослідження цього княжого міста.
В останні роки життя консультував працівників новоствореного Бродівського краєзнавчого музею та Рівненського обласного краєзнавчого музею стосовно історії Брідщини та Рівненщини у першій половині XX ст., передавав на зберігання оригінальні пам'ятки та копії світлин з власного архіву.
5 червня 1993 року Володимир Саватійович Шеломенцев-Терський помер. Похований на Винниківському цвинтарі.

## Нагороди
- Орден Вітчизняної війни 2 ступеня
- Медаль «За відвагу»
- Медаль «За перемогу над Німеччиною у Великій Вітчизняній війні 1941—1945 рр.»
- Медаль «За визволення Варшави»
- Медаль «30 років перемоги у Великій Вітчизняній війні 1941—1945 рр.»
- Медаль «40 років перемоги у Великій Вітчизняній війні 1941—1945 рр.»
- Медаль «40 років Збройних Сил СРСР»
- Медаль «60 років Збройних Сил СРСР»

## Біобібліографія
Археологические открытия
1. Шеломенцев-Терский В. С. Раскопки городища летописной Пересопницы // Археологические открытия 1976 года. — Москва, 1977. — C. 390—391. — ISSN 0568-5621(рос.)
2. Шеломенцев-Терский В. С. Костерезная мастерская на городище летописной Пересопницы // Археологические открытия 1977 года. — Москва, 1978. — C. 402. — ISSN 0568-5621(рос.)
3. Шеломенцев-Терский В. С. Раскопки летописной Пересопницы // Археологические открытия 1978 года. — Москва, 1979. — C. 424. — ISSN 0568-5621(рос.)
4. Шеломенцев-Терский В. С. Исследование городища летописной Пересопницы // Археологические открытия 1980 года. — Москва, 1981. — C. 322—323. — ISSN 0568-5621(рос.)
5. Шеломенцев-Терский В. С. Работы на городище летописной Пересопницы // Археологические открытия 1982 года. — Москва, 1984. — C. 343—344. — ISSN 0568-5621(рос.)
6. Шеломенцев-Терский В. С. Новые данные о летописной Пересопнице // Археологические открытия 1984 года. — Москва, 1986. — C. 330—331. — ISSN 0568-5621(рос.)
7. Шеломенцев-Терский В. С. Работы на городище летописной Пересопницы // Археологические открытия 1985 года. — Москва, 1987. — C. 438—439. — ISSN 0568-5621(рос.)
8. Шеломенцев-Терский В. С. К изучению древнерусских городов Западной Волыни // Археологические открытия 1986 года. — Москва, 1988. — С. 351—352. — ISSN 0568-5621(рос.)

Советская археология
1. Шеломенцев-Терский В. С. Исследования детинца Звенигорода Галицкого // Советская археология. — 1978. — № 1. — С. 206—215. — ISSN 0038-5034(рос.)

Археологія
1. Терський В. С. Нові матеріали до археологічної карти Волині // Археологія. — Т. 20. — 1966. — С. 230—232. — ISSN 0320-9407
2. Шеломенцев-Терський В. С. Дослідження посаду літописного Звенигорода // Археологія. — Вип. 27. — 1978. — С. 86–93. — ISSN 0320-9407

Пам'ятки України
1. Терський В. С. Пересопниця // Пам'ятки України. — 1979. — № 4. — C. 62–63. — ISSN 0131-2685